# Rotonde (Arles)

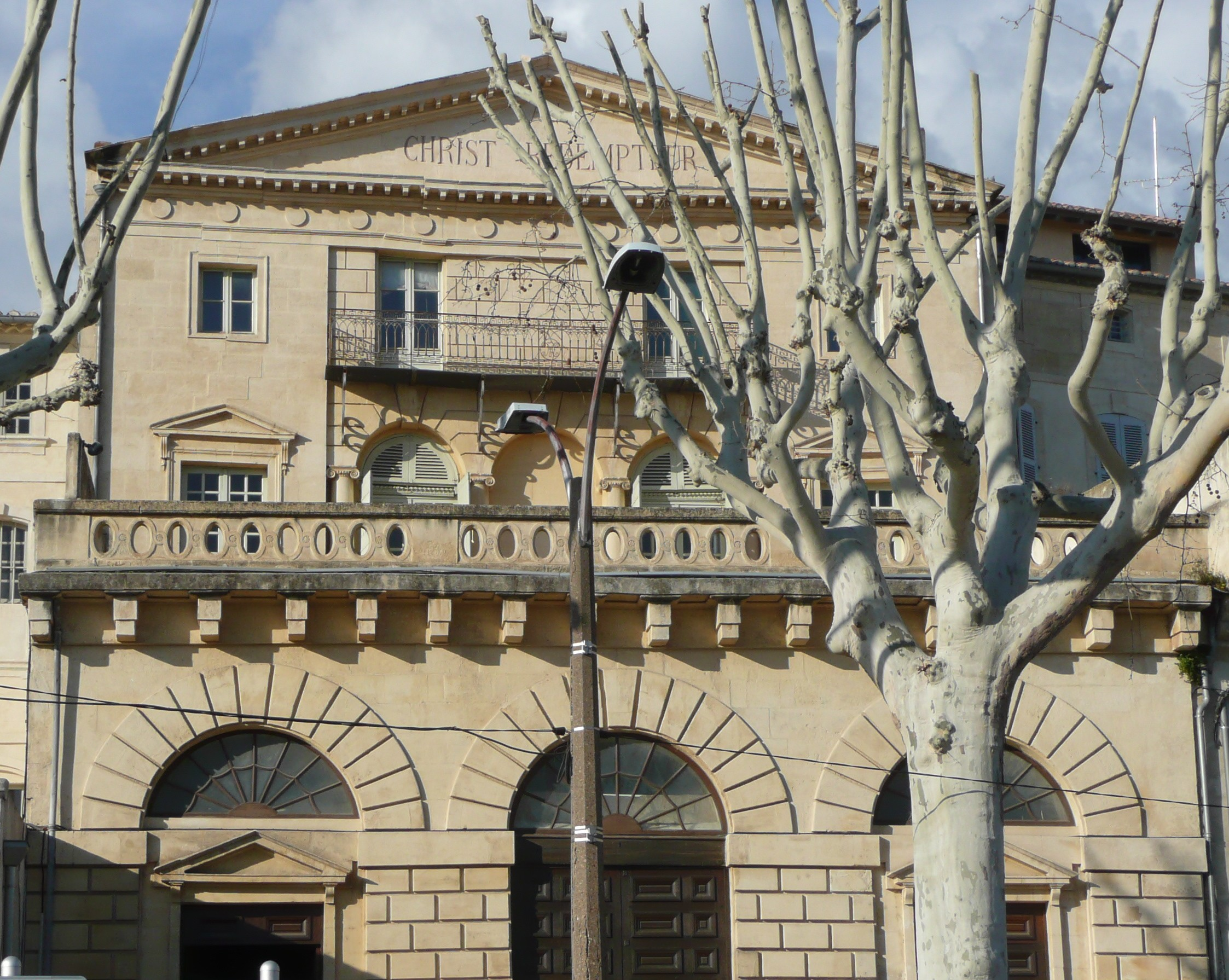
Rotonde in Arles

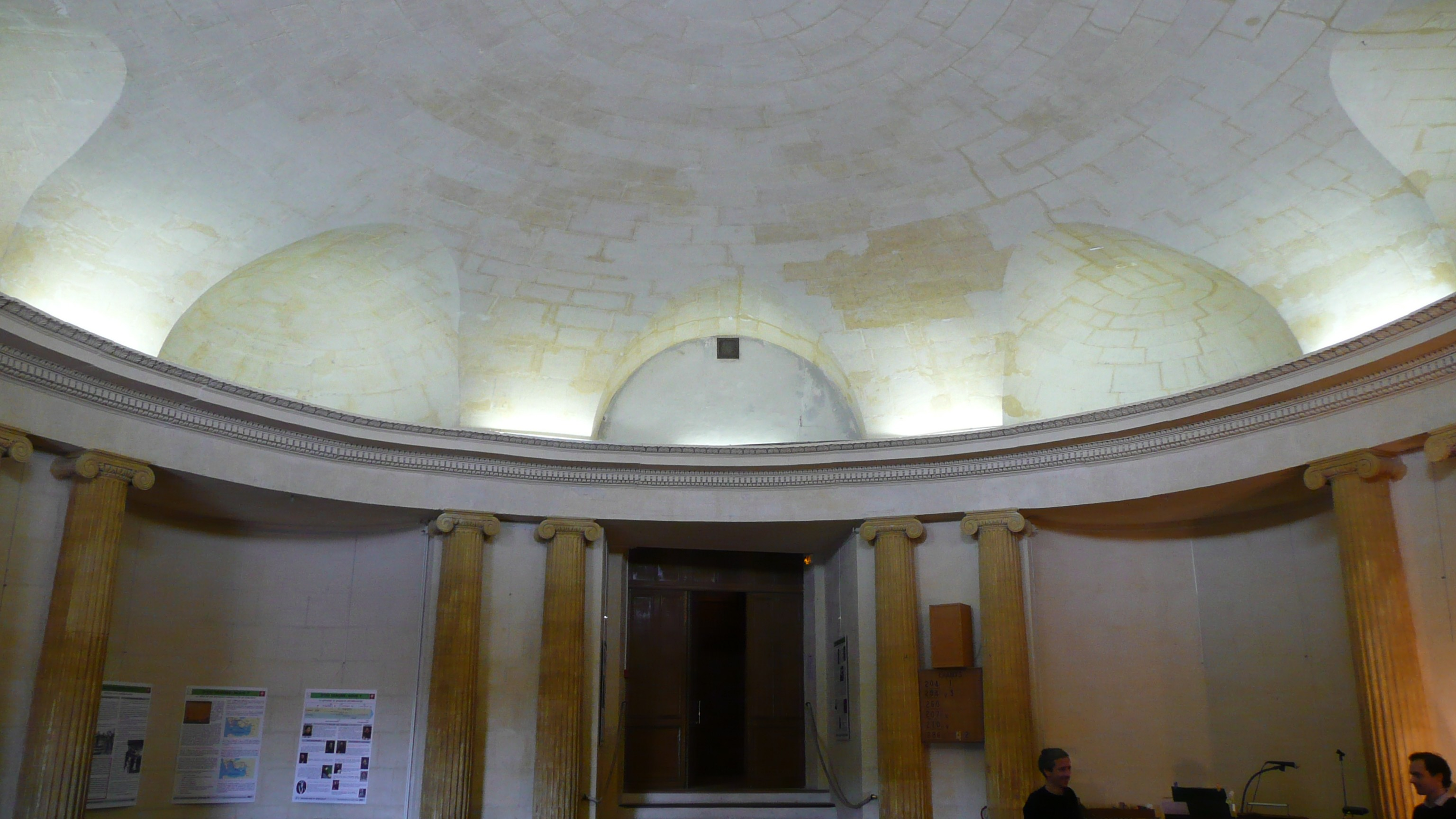
De grootste zaal: de cirkelvormige.

De Rotonde van Arles (1790) is een protestantse kerk, gelegen in de Zuid-Franse stad Arles. De noordkant en ingang bevinden zich aan de Rue de la Rotonde n° 9; de zuidkant met esplanade bevindt zich aan de Boulevard des Lices. De naam Rotonde komt van de grootste zaal die een cirkelvorm heeft. De Rotonde behoort toe aan de Église protestante unie de France. 

## Historiek
Vanaf 1780 opperden aristocraten in Arles het idee om een ontmoetingscentrum te bouwen. Ze groepeerden zich in de Club des Cent (Club van honderd). Ze kochten twee huizen aan, die plaats moesten ruimen voor de bouw van de Rotonde in 1790. 1790 was één jaar na de bestorming van de Bastille in Parijs. Twee jaar na de start der bouwwerken opende de adel haar clubgebouw (1792). Het bevatte meerdere salons, onder meer voor kaartspelen, toneelstukken en zang. De grootste zaal, de cirkelvormige, diende als feestzaal voor bals. De adel kon slechts kort gebruik maken van de Rotonde. In datzelfde jaar 1792 verjoeg het revolutionaire bewind van Arles hen. 
Dan volgde een reeks van diefstallen en vernielingen van luxueus meubilair en binnenbekleding. De Rotonde diende verder als opslagplaats voor wapens. De stad verkocht het gebouw in 1806, ondanks een poging van de Club des Cent om het terug in bezit te krijgen. De privé-eigenaar verhuurde de zalen van de Rotonde voor diverse verenigingen. Zo vonden er concerten plaats, maar ook lezingen en feesten. 
In 1860 kochten protestanten uit Arles de Rotonde, mede door hulp vanuit het buitenland. De cirkelvormige zaal diende voortaan voor de eredienst; in de andere zalen worden Bijbellessen gegeven, zangrepetities of vergaderingen. Sinds 1945 is de Rotonde beschermd erfgoed en monument historique van Frankrijk.